# Rossinyol ventre-rogenc
El rossinyol ventre-rogenc (Tarsiger hyperythrus) és una espècie d'ocell de la família dels muscicàpids (Muscicapidae). Es troba a Bangladesh, Bhutan, el sud-oest de la Xina, el nord-est de l'Índia, el nord de Myanmar i el Nepal. Habita els boscos temperats. El seu estat de conservació es considera de risc mínim.